# Rhodiola sherriffii
Rhodiola sherriffii là một loài thực vật có hoa trong họ Crassulaceae. Loài này được H. Ohba miêu tả khoa học đầu tiên năm 1978.